# Бактериородопсин
Бактериородопси́ны — семейство мембранных светочувствительных белков археот (например, галобактерий). Бактериородопсины осуществляют перенос протона через плазматическую мембрану, по строению сходны с родопсинами млекопитающих.
Этот белок выполняет ту же функцию, что и хлорофилл в других организмах - обеспечивает преобразование энергии солнечного света в энергию химических связей. Он действует как зависимая от света протонная помпа. Поглощение кванта света приводит к быстрым структурным изменениям в молекуле, благодаря которым происходит перенос катиона водорода с цитоплазмы на внешнюю сторону клеточной мембраны. 

## Состав белка
Трансмембранная часть бактериородопсина сложена из 7 регулярных {\displaystyle \alpha }-спиралей, идущих от одного до другого края мембраны, а одинокая {\displaystyle \beta }-шпилька и все нерегулярные участки цепи (соединяющие спирали-петли) выходят из мембраны. Сидящие на {\displaystyle \alpha }-спиралях гидрофобные группы обращены «наружу» к липидам (тоже гидрофобным) мембраны. Полярные же группы (их немного) обращены внутрь очень узкого канала, по которому идет протон.

## Процесс переноса протона через мембрану
Протонная проводимость осуществляется при содействии прикреплённой внутри пучка спиралей молекулы кофактора — ретиналя. Он перекрывает центральный канал бактериородопсина. Поглотив фотон, ретиналь переходит из полностью-транс- в 13-цис-форму. При этом он изгибается и переносит протон с одного конца семиспирального пучка на другой. А потом ретиналь разгибается и возвращается назад, но уже без протона.

## Применение бактериородопсина в нано-биотехнологиях
В 1971 году Остерхельт (ФРГ) и Стохениус (США) сумели выделить бактериородопсин из клеточной мембраны галобактерии Halobacterium halobium. Природные фотопреобразующие наноматериалы используются в фармакологии, биомедицине, био- и нанотехнологиях. В 1994-м группа российских ученых впервые в мире получила пластинки с бактериородопсином. Пластинки с бактериородопсином можно применять в биомолекулярной электронике. Главный результат достижения — ориентирование пурпурных мембран, которые содержат бактериородопсин в гидрофобных и гидрофильных средах. В пластинках на желатиновой основе содержится около 50 % бактериородопсина. На основе бактериородопсина создается фоторецептор с микроэлектродом из SnO2 и на светоизлучающие диоды подается сигнал. Главное применение этого нанотехнологического материала — в искусственных энерго- и фотопреобразующих мембранах и нанопленках.

## Галерея
|  |  |  |